# Microcylloepus browni
Microcylloepus browni är en skalbaggsart. Microcylloepus browni ingår i släktet Microcylloepus och familjen bäckbaggar. Inga underarter finns listade i Catalogue of Life.